# Ralph Lopes
Ralph Lopes, 2e baronnet (10 septembre 1788-23 janvier 1854), de Maristow, dans la paroisse de Tamerton Foliot, Devon, est un député britannique.

## Biographie
Lopes est né sous le nom de Ralph Franco. Son oncle, Manasseh Masseh Lopes, député et propriétaire de l'arrondissement, est créé baronnet en 1805, avec un reste spécial à son neveu. Ralph entre au Parlement en 1814 en tant que député de Westbury, un Bourg pourri contrôlé par son oncle, où il siège initialement jusqu'en 1819. À la mort de son oncle en 1831, il hérite à la fois du titre de baronnet et des domaines, à condition qu'il change son nom de famille en Lopes. Le domaine comprend le droit de nommer les députés de Westbury (bien que cela n'ait pas survécu à la réforme parlementaire de 1832 de l'année suivante), et il reprend son siège pour l'arrondissement. Bien qu'il ait initialement siégé en tant que conservateur comme son oncle, il exprime son soutien au projet de loi réformiste et siège avec les Whigs.
Ayant été élu trois fois sans opposition, Ralph change de camp pendant la législature de 1835 passant des Whigs aux Conservateurs, et aux élections de 1837, un candidat whig s'oppose à lui et le bat, avec la marge étroite de 98 voix contre 96. Cependant, lors des élections suivantes, en 1841, Lopes est de nouveau élu sans opposition, cette fois comme conservateur. En 1847, il ne se représente pas, mais deux ans plus tard, il est réélu aux Communes lors d'une élection partielle pour la circonscription de Southern Devon. Il occupe ce siège jusqu'à sa mort en 1854.
Son fils aîné, Massey Lopes, lui succède comme baronnet; un fils cadet, Henry Lopes (1er baron Ludlow), sert au Parlement et plus tard en tant que Lord Justice of Appeal avant d'obtenir une pairie en 1897.